# 西烏山ジャンクション
西烏山ジャンクション（ソオサンジャンクション）は京畿道烏山市にある平沢-華城高速道路と烏山-華城高速道路、首都圏第二循環高速道路を結ぶジャンクションである。

## 接続する道路

### 平沢・華城方面
- 平沢-華城高速道路（5番）

### 華城方面
- 烏山-華城高速道路（1番）

### 峰潭・東灘方面
- 首都圏第二循環高速道路（3番）

## 隣
平沢-華城高速道路
郷南IC - 西烏山JCT - 正南IC
烏山-華城高速道路
西烏山JCT - 安寧IC
首都圏第二循環高速道路
正南IC - 西烏山JCT - 烏山SA